# Premio letterario Yi Sang
Il Premio letterario Yi Sang  (이상문학상) è un riconoscimento letterario sudcoreano assegnato annualmente al miglior racconto o testo di media lunghezza.
Tra i più prestigiosi premi letterari sudcoreani, deve il suo nome in omaggio allo scrittore Yi Sang (1910-1937) figura chiave e innovativa della letteratura coreana.
Istituito nel 1977, è stato sponsorizzato dalla casa editrice Munhaksasangsa fino al 2025, anno in cui è subentrata la Dasan Books.

## Albo d'oro
| Anno | Autore          | Titolo                                            | Note  |
| ---- | --------------- | ------------------------------------------------- | ----- |
| 1977 | Kim Seungok     | 서울의 달빛 0장                                   |       |
| 1978 | Lee Cheong-jun  | 잔인한 도시                                       |       |
| 1979 | Oh Jung-hee     | 저녁의 게임                                       |       |
| 1980 | Yu Jae-yong     | 관계                                              |       |
| 1981 | Park Wan-suh    | 엄마의 말뚝                                       |       |
| 1982 | Choi In-ho      | 깊고 푸른 밤                                      |       |
| 1983 | Seo Young-eun   | 먼 그대                                           |       |
| 1984 | Yi Munyol       | 어두운 기억의 저편 (Un piccolo eroe sbeffeggiato) |       |
| 1985 | Lee Je-ha       | 나그네는 길에서도 쉬지 않는다                     |       |
| 1986 | Choe Il-nam     | 흐르는 북                                         |       |
| 1987 | Yi Mun-yol      | 우리들의 일그러진 영웅                            |       |
| 1988 | Lim Chul-woo    | 붉은 방                                           |       |
| 1988 | Han Seung-won   | 해변의 길손                                       |       |
| 1989 | Kim Chae-won    | 겨울의 환幻                                       |       |
| 1990 | Kim Won-il      | 마음의 감옥                                       |       |
| 1991 | Cho Seong-gi    | 우리 시대의 소설가                                |       |
| 1992 | Yang Gui-ja     | 숨은 꽃                                           |       |
| 1993 | Choe Su-cheol   | 얼음의 도가니                                     |       |
| 1994 | Ch’oe Yun       | 하나코는 없다                                     |       |
| 1995 | Yun Hu-myeong   | 하얀 배                                           |       |
| 1996 | Yun Dae-nyong   | 천지간                                            |       |
| 1997 | Kim Ji-won      | 사랑의 예감                                       |       |
| 1998 | Eun Hee-kyung   | 아내의 상자                                       |       |
| 1999 | Park Sang-woo   | 내 마음의 옥탑방                                  |       |
| 2000 | Lee In-hwa      | 시인의 별                                         |       |
| 2001 | Kyung-sook Shin | 부석사                                            |       |
| 2002 | Kwan Ji-hye     | 뱀장어 스튜                                       |       |
| 2003 | Kim In-suk      | 바다와 나비                                       |       |
| 2004 | Kim Hoon        | 화장                                              |       |
| 2005 | Han Kang        | 몽고반점                                          |       |
| 2006 | Jong Me-kyung   | 밤이여, 나뉘어라                                  |       |
| 2007 | Jeon Gyeong-rin | 천사는 여기 머문다                                |       |
| 2008 | Kwon Yeo-sun    | 사랑을 믿다                                       |       |
| 2009 | Kim Yeon-su     | 산책하는 이들의 다섯 가지 즐거움                  |       |
| 2010 | Park Min-gyu    | 아침의 문                                         |       |
| 2011 | Gong Ji-young   | 맨발로 글목을 돌다                                |       |
| 2012 | Kim Young-ha    | 옥수수와 나                                       |       |
| 2013 | Kim Ae-ran      | 침묵의 미래                                       |       |
| 2014 | Pyun Hye-young  | 몬순                                              | [ 5 ] |
| 2015 | Kim Sum         | 뿌리 이야기                                       |       |
| 2016 | Kim Kyung-uk    | 천국의 문                                         |       |
| 2017 | Gu Hyo-seo      | 풍경소리                                          |       |
| 2018 | Son Hong-kyu    | 꿈을 꾸었다고 말했다                              |       |
| 2019 | Yun I-hyeong    | 그들의 첫 번째와 두 번째 고양이                   | [ 6 ] |
| 2020 | non assegnato   |                                                   | [ 7 ] |
| 2021 | Lee Seung-u     | 마음의 부력                                       | [ 8 ] |
| 2022 | Son Bo-mi       | 불장난                                            |       |
| 2023 | Choi Jin-young  | 홈 스위트 홈                                      |       |
| 2024 | Jo Kyung-ran    | 일러두기                                          |       |
| 2025 | Ye So-yeon      | 그 개와 혁명                                      | [ 9 ] |